# Gunnarkampen
Gunnarkampen (russisch Гора Пирогова Gora Pirogowa) ist ein Berg im ostantarktischen Königin-Maud-Land. Im Gebirge Sør Rondane ragt er im nordöstlichen Teil der Isachsenfjella auf.
Wissenschaftler des Norwegischen Polarinstituts benannten ihn 1973 nach dem norwegischen Polarforscher Gunnerius Ingvald Isachsen (1868–1939), Leiter der vom norwegischen Walfangunternehmer Lars Christensen finanzierten vierten Antarktisexpedition mit der Norvegia (1930–1931).